# 新羽車站
新羽車站（日语：／ Nippa eki */?）是一個位於神奈川縣橫濱市港北區新羽町字仲町，屬於橫濱市營地下鐵藍線（3號線）的鐵路車站。車站編號是B27。此站有分岔前往新羽車輛基地的出入庫線，也是乘務員換班車站。
此站周邊地區獲橫濱市指定為其中一個都心「新橫濱都心」。

## 車站構造
島式月台2面3線的高架車站，湘南台方向與薊野方向使用不同的月台。中線由兩個方向共用，主要供來往新羽車輛基地的出入庫列車與日間每小時2班設定為此站始終着往湘南台方向的普通列車使用。
藍線採用第三軌供電進行電氣化。車站部分的第三軌設於月台對側，以減低乘客萬一墜入軌道而觸電的危險性。然而此站2、3號月台兩側都可上下車，3號月台正下方設置第三軌而觸電的危險性很高。故此，軌條與防護蓋塗以黃色與黑色的警戒作用，同時在月台設置月台閘門。因此，在實施一人控制後的月台閘門設置工程是由此站3號月台開始施工，2007年4月21日開始使用。

### 月台配置
| 月台 | 路線          | 目的地           | 備註                |
| ---- | ------------- | ---------------- | ------------------- |
| 1、2 | 藍線（3號線） | 橫濱、湘南台方向 | 2號月台作此站始發用 |
| 3、4 | 藍線（3號線） | 中心南、薊野方向 | 3號月台作此站始發用 |

## 利用狀況
2016年度的1日平均上下車人次為20,767人。
近年的1日平均上下、上車人次推移如下表。
| 年度               | 1日平均 上下車人次 | 1日平均 上車人次 | 來源     |
| ------------------ | ------------------ | ---------------- | -------- |
| 1992年（平成04年） |                    | 6,360            |          |
| 1993年（平成05年） |                    | 4,183            |          |
| 1994年（平成06年） |                    | 5,045            |          |
| 1995年（平成07年） |                    | 5,581            | [ * 1 ]  |
| 1996年（平成08年） |                    | 5,939            |          |
| 1997年（平成09年） |                    | 6,258            |          |
| 1998年（平成10年） |                    | 6,303            | [ * 2 ]  |
| 1999年（平成11年） | 13,190             | 6,540            | [ * 3 ]  |
| 2000年（平成12年） | 13,938             | 6,902            | [ * 3 ]  |
| 2001年（平成13年） | 14,739             | 7,212            | [ * 4 ]  |
| 2002年（平成14年） | 15,012             | 7,514            | [ * 5 ]  |
| 2003年（平成15年） | 15,788             | 7,937            | [ * 6 ]  |
| 2004年（平成16年） | 17,087             | 8,515            | [ * 7 ]  |
| 2005年（平成17年） | 17,563             | 8,800            | [ * 8 ]  |
| 2006年（平成18年） | 17,482             | 8,748            | [ * 9 ]  |
| 2007年（平成19年） | 18,185             | 9,068            | [ * 10 ] |
| 2008年（平成20年） | 16,665             | 8,289            | [ * 11 ] |
| 2009年（平成21年） | 17,433             | 8,672            | [ * 12 ] |
| 2010年（平成22年） | 17,727             | 8,823            | [ * 13 ] |
| 2011年（平成23年） | 18,063             | 8,985            | [ * 14 ] |
| 2012年（平成24年） | 18,907             | 9,410            | [ * 15 ] |
| 2013年（平成25年） | 19,492             | 9,703            | [ * 16 ] |
| 2014年（平成26年） | 19,574             | 9,736            | [ * 17 ] |
| 2015年（平成27年） | 20,210             | 10.039           |          |
| 2016年（平成28年） | 20,767             | 10,314           |          |

## 相鄰車站
橫濱市營地下鐵
 藍線（3號線）
■快速（快速　薊野方向自此站起各站停車）
新橫濱（B-25）－新羽（B-27）－仲町台（B-28）
■普通
北新橫濱（B26）－新羽（B27）－仲町台（B28）

## 外部連結
- 新羽站 （页面存档备份，存于） - 橫濱市交通局